# Ralph Bloet (Adliger, † um 1112)
Ralph Bloet (auch Ralph I Bloet) († um 1112) war ein anglonormannischer Adliger. Er gilt als der Begründer der Familie Bloet.

## Leben
Ralph Bloet wird im Domesday Book um 1086 als wichtigster Vasall der südwestwalisischen Herrschaft Striguil genannt. Er besaß dazu Ländereien in Hampshire, Somerset, Wiltshire und Gloucestershire. Vor 1100 erwarb er offensichtlich die Güter von Walter Balistarius. Vor 1100 stiftete er Gloucester Abbey das Gut von Ruddle in Gloucestershire. Vor 1112 bestätigte er die Schenkung des Gutes von Bulley in Gloucestershire an dasselbe Kloster. Sein Erbe wurde sein Sohn oder Enkel Ralph II Bloet († um 1157).